# Dmitri Alexejewitsch Tarassow
Dmitri Alexejewitsch Tarassow (russisch Дмитрий Алексеевич Тарасов; * 18. März 1987 in Moskau) ist ein russischer Fußballspieler auf der Position eines Mittelfeldspielers. Seit 2020 spielt er bei Rubin Kasan.

## Karriere

### Verein
Nachdem er in seiner Jugend bei Spartak Moskau gespielt hatte, wechselte Tarassow 2006 zum sibirischen Verein Tom Tomsk. 2009 kehrte er in die russische Hauptstadt zum FK Moskau zurück. Nach nur einer Saison wurde der Mittelfeldspieler vom Lokalrivalen Lokomotive Moskau unter Vertrag genommen.

### Nationalmannschaft
Nachdem er sämtliche Altersklassen der Nationalmannschaften durchlaufen hatte, folgte am 15. November 2013 im Testspiel gegen Serbien sein Länderspieldebüt in der A-Nationalmannschaft.

## Erfolge
- Russischer Meister: 2018
- Russischer Fußballpokal: 2015, 2017